# Boulevard vert
Le boulevard vert, le plus souvent nommé boulevard nature ou boucle verte est une infrastructure de voirie cycliste et pédestre en cours de réalisation dans la ville du Mans et dans son agglomération.

## Le projet et ses réalisations

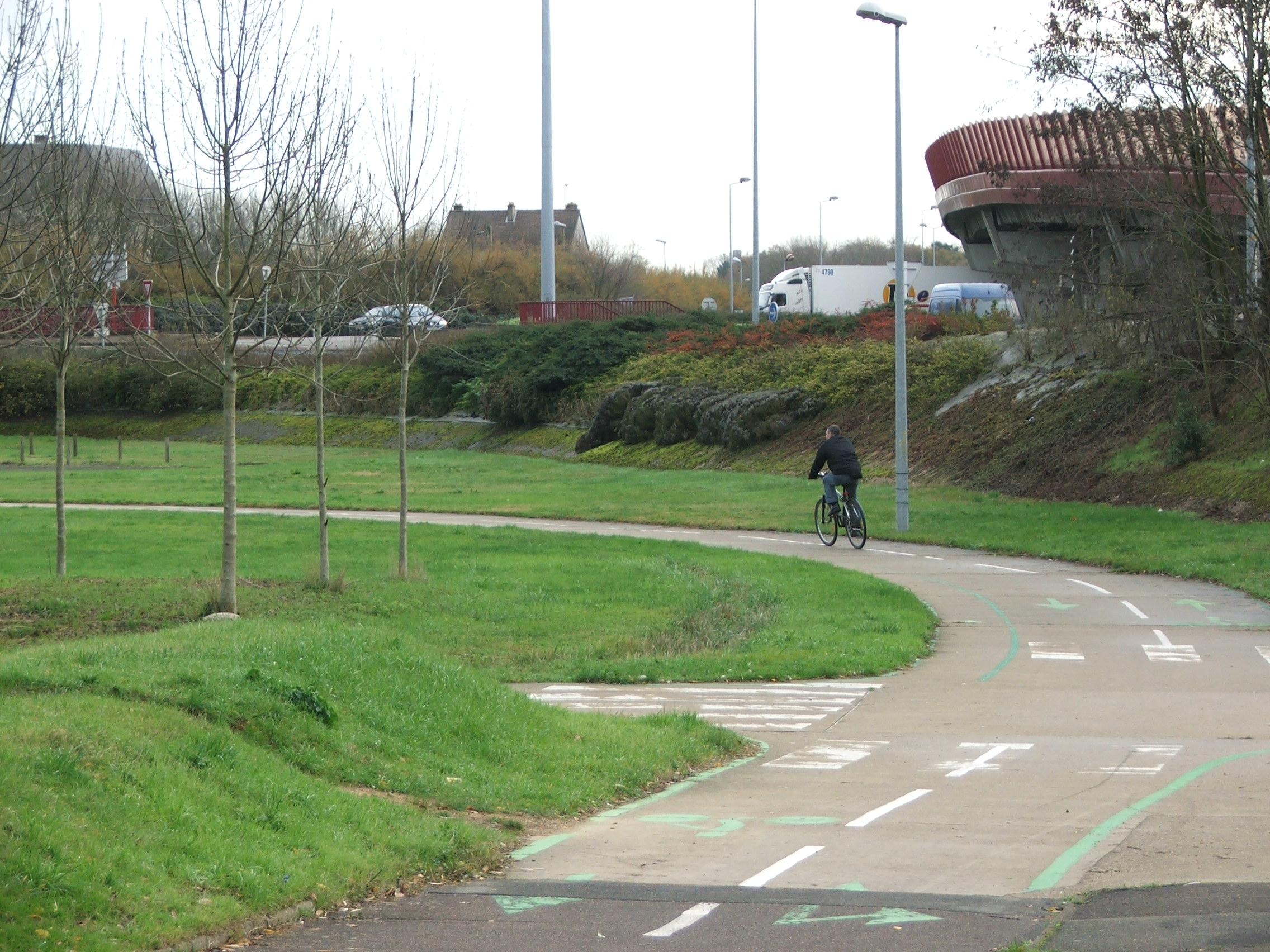
le boulevard vert au niveau du pont rouge, rocade ouest

Le boulevard vert est un ensemble de voies permettant des déplacements à vélo aisés autant à l'intérieur qu'en périphérie de la ville. Ce service répond à un souci d'écomobilité afin de promouvoir les déplacements en mode doux au sein de l'agglomération. L'objectif est de privilégier, autant que possible, le passage par les espaces les plus boisés de la ville. Le projet fut initié en 2004 et la première phase de l'initiative a été achevée en septembre 2007. Le réseau cyclable total de agglomération regroupe plus de 150 kilomètres de voies réservées. Le boulevard prévoit un contournement complet de la ville sur 72 kilomètres dédiés. Le gros du boulevard vert doit s'insérer dans l'aménagement de l'Arche de la nature proposant un espace « doux » de 460 hectare, soit plus de la moitié de la surface totale des espaces verts de la ville. En 2008, cette seule voie était empruntée par environ 300 000 usagers par an.
Un système de libre-service de vélos a par la suite été inauguré à l'Arche de la nature, sous la dénomination de Vel'Nature. À la suite du bon fonctionnement de la première grande station à l'Espal, les services municipaux ont décidé d'étendre le système à différents points stratégiques de la ville.

## Les projets initiaux de la boucle inachevée
Le parcours devait se séparer en 10 étapes, réalisées une année après l'autre pendant 10 ans, ce qui amenait le projet à s'achever en 2014. Le tracé, véritable rocade verte de la ville, devait proposer des portes d'entrées pour les cyclistes. La porte d'entrée d'Arnage a été finalisée en mai 2009. Les chemins du boulevard sont larges de 3 mètres, ils sont recouverts de ciment de verre et de sable de carrière. Le parcours prévoit à terme de rejoindre le centre ville, et particulièrement la cité Plantagenêt. Le parcours devrait emprunter les quais de la rive gauche et le boulevard Demorieux, avec  des aménagements au sein des Jardins des Tanneries et de Gourdaine. À la fin de l'année 2009, seules les portions de l'Arche de la nature et celle reliant Arnage à Allonnes sont prêtes. Cependant, plusieurs zones urbaines ou suburbaines sont déjà aménagées à l'image des bords de l'Huisne entre le Gué de Maulny et Allonnes, y compris l'aménagement permettant de passer sous la rocade ouest au niveau de ce qu'on appelle « Le pont rouge ».
Au début de l'année 2022, 52km ont été achevés. Cette année, 200 000€ sont prévus afin de poursuivre la réalisation des travaux et l'étude de faisabilité d'un franchissement des routes de Paris et de Ruaudin. Une concertation publique est prévue le 09 février 2022 afin d'échanger et de discuter des futurs aménagements.